# Brachionus falcatus
Brachionus falcatus is een raderdiertjessoort uit de familie Brachionidae. De wetenschappelijke naam van deze soort is voor het eerst geldig gepubliceerd in 1898 door Zacharias.